# Lune d'Argent (Jerry Spring)
Pour les articles homonymes, voir Lune d'argent.
Lune d'Argent, de son titre original Le Visage pâle, est la troisième histoire de la série Jerry Spring de Jijé. Elle est publiée pour la première fois du no 879 au no 897 du journal Spirou, puis sous forme d'album en 1956.

## Univers

### Synopsis
Pancho suit la piste de son ami Jerry Spring sur le territoire des Kiowas. Il finit par le retrouver en train de palabrer autour d'un feu de camp avec un groupe d'Indiens à qui il essaie de revendre de la pacotille. Jerry serait-il devenu un trader, un de ces marchands ambulants parcourant l'Ouest pour écouler toutes sortes de marchandises ? Mais le marchandage tourne mal : le fils du chef des Kiowas, Tête-Folle, l'esprit troublé par l'alcool, s'est mis en tête de s'approprier Ruby, le cheval de Jerry Spring. Devant le refus de vendre de son propriétaire, il use de la manière forte : Jerry se retrouve prisonnier, promis à un mauvais parti. Pendant la nuit cependant, Pancho réussit à se glisser à travers le camp Kiowa et à délivrer son ami. Tous deux s'enfuient, en emmenant Tête-Folle en otage. Après avoir libéré le fils du chef, qui jure bien entendu de se venger, ils réussissent à brouiller leur piste pour un temps en se mêlant à un troupeau de bisons.
Provisoirement en sécurité, Jerry explique à Pancho qu'il s'est coulé dans le rôle d'un trader parcourant l'Ouest pour accomplir une mission : retrouver la jeune Daphné Elliott, enlevée par des Indiens des Plaines 6 ans auparavant après le massacre de ses parents, une famille de pionniers. Sa seule piste est une photographie récente de la jeune fille, portant un costume d'Indienne Dakota. La photo a été prise par un personnage peu recommandable, coureur de piste et photographe d'occasion, nommé Jimmy-Longues-Jambes, qui s'en sert pour faire chanter le grand-père de la jeune Daphné, James Elliott, en lui faisant miroiter le retour de la jeune fille.
Ayant réussi à se débarrasser d'un groupe d'Indiens Crows belliqueux, Jerry et Pancho poursuivent leurs recherches à travers la prairie. Une nuit, ils sont attaqués par le jeune Tête-Folle, qui les a suivi à la trace pour assouvir sa vengeance. Pour désamorcer la rancœur du Kiowa, Jerry lui offre son cheval Ruby, à condition qu'il soit capable de le monter. Bien entendu, le mustang jette rapidement son cavalier par terre, mais au lieu de se vexer encore davantage, Tête-Folle a la sagesse de tirer la leçon de l'aventure : il demande à devenir l'ami de Jerry et à fumer avec lui "l'herbe douce" (le tabac).
Peu de temps après, Jerry et Pancho tombent sur Jimmy Longues-Jambes et jouent leur rôle de marchands inoffensifs. Ils entreprennent cependant de suivre discrètement ses traces, espérant que le maître-chanteur les mènera à la tribu Dakota au sein de laquelle Daphné Elliott est retenue captive. 10 jours plus tard en effet, les deux traders improvisés parviennent dans un village Dakota où se prépare une grande fête pour le mariage d'un guerrier avec une jeune fille nommée Lune-d'Argent. Jerry s'aperçoit rapidement que la future mariée n'est autre que le but de sa quête, la petite-fille de James Elliott.
Jerry et Pancho élaborent un plan pour la délivrer. Ils se débarrassent d'abord de Jimmy Longues-Jambes en le ridiculisant auprès des Indiens : Jimmy tire son prestige de ses photographies que les Dakotas prennent pour une grande magie, mais en sabotant le développement des clichés, Jerry oblige le sinistre personnage à s'enfuir piteusement. Ensuite, il amadoue les Indiens en offrant des cadeaux aux futurs mariés : un fusil pour le guerrier, un mustang pour Lune-d'Argent. Sous prétexte d'essayer sa monture, la jeune fille chevauche vers le nord, bientôt suivie par Jerry et Pancho.
Cependant, malgré une ruse de Daphné qui leur fait gagner un peu de temps, les guerriers dakotas retrouvent rapidement leurs traces et sont sur le point de les rejoindre. Jerry et Pancho tiennent conseil sur les bords d'une rivière : ils ont perdu presque tout espoir lorsqu'un trappeur conduisant son canoë aborde près de leur campement. Il accepte de prendre à son bord Jerry et la jeune fille, tandis que Pancho entraîne à sa suite les Dakotas, espérant les distancer grâce aux deux chevaux.
Un mois plus tard, dans la belle maison coloniale où James Elliott vit désormais avec sa petite-fille retrouvée, Jerry ronge son frein, sans nouvelles de son ami Pancho. Il a la surprise et la joie de le voir débarquer, fidèle à lui-même, en compagnie de Tête-Folle, le guerrier Kiowa. Il a réussi à échapper aux Dakotas grâce à l'aide des Kiowas, et a même fait arrêter Jimmy Longues-Jambes, le maître-chanteur. En remerciement, James Elliott offre un splendide étalon à Tête-Folle.

### Personnages
Jerry Spring : le principal héros de l'histoire. Jeune homme aux allures de cow-boy, monté sur un magnifique cheval nommé Ruby, lequel n'accepte aucun autre cavalier que lui. Courageux, loyal, fidèle en amitié, il est toujours près à redresser les torts, à rétablir la justice et à venir en aide à quiconque en éprouve le besoin.
Pancho dit El Panchito : mexicain rondouillard, il est l'ami indéfectible de Jerry Spring, même si les initiatives aventureuses de ce dernier le laissent parfois perplexe. Il aime la sieste et la tequila, mais peut aussi à l'occasion s'avérer un redoutable combattant.
Tête-Folle : fils du chef des Indiens Kiowas. Il mérite bien son nom.
Jimmy « Longues-Jambes » Dawton : personnage peu recommandable, coureur de piste, photographe d'occasion, escroc et maître-chanteur à temps plein.
Daphné Elliott, alias Lune-d'Argent : jeune fille blanche enlevée par une tribu d'Indiens des Plaines après le massacre de sa famille.